# Vila urbană a lui Alexandru Mimi
Vila urbană a lui Alexandru Mimi este un monument de arhitectură de însemnătate națională, introdus în Registrul monumentelor de istorie și cultură a municipiului Chișinău, amplasat în Centrul istoric, pe strada București, 106 A.  

## Istoric
În 1870, la licitația publică din luna mai, a Dumei orășenești, negustorul Alexandru Mimi, a achiziționat un teritoriu viran aflat la colțul cartierului mărginit dintr-o parte de strada Podolskaia (în prezent str. București) și din altă parte de strada Nemțească (în prezent str. Serghei Lazo). Între anii 1870 și 1878 are loc construcția edificiului cu două etaje, la etajul de sus aflându-se 8 camere, iar la parter – 8 odăi, toate cu comodități. În 1912, vila a fost achiziționată de Societatea de binefacere a spitalului pentru copii. În 1940 este atestată drept sediu al Spitalului de copii.
Vila a fost renovată în anii 2008-2009 cu susținerea Uniunii Europene în cadrul programului de vecinătate, costul renovării fiind de un milion de lei.

## Descriere
Edificiul este construit la colțul cartierului. Arhitectura vilei este eclectică în stil neobaroc. Fațada principală este orientată spre strada Serghei Lazo și este alcătuită din cinci axe ce constituie o compoziție simetrică, dintre care patru sunt de goluri de ferestre și unul de ușă, situat în centru. Intrarea este situată sub un portic cu două coloane, antablatura căreia este planificată drept balcon pentru încăperea de la etaj. Ușa de la balcon este în formă de arc cu două coloane cu capiteluri ale ordinului corintic, formându-se o compoziție care evidențiază intrarea.

## Galerie de iamgini

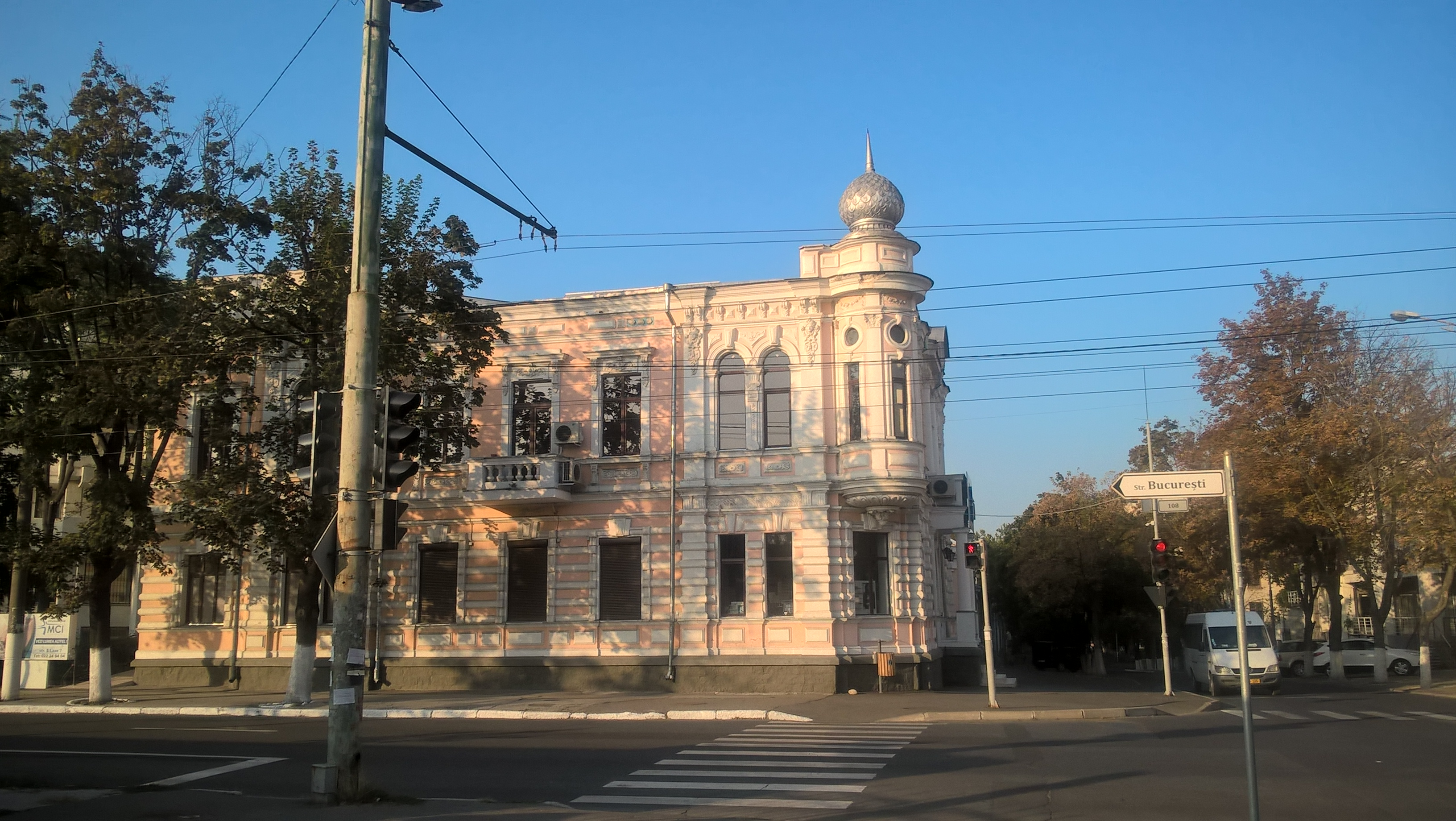
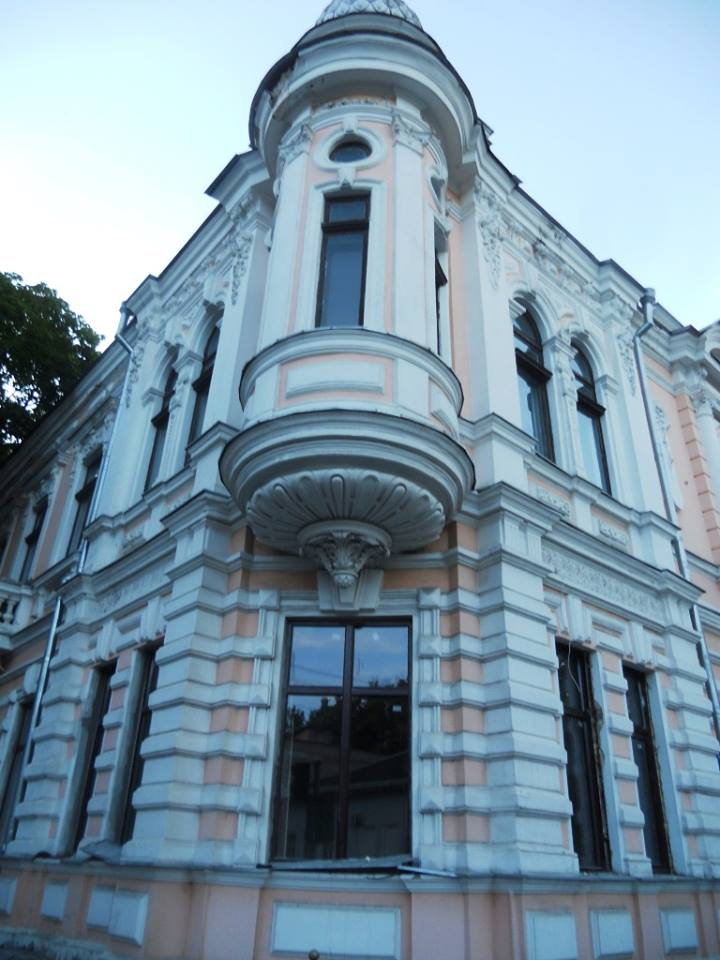
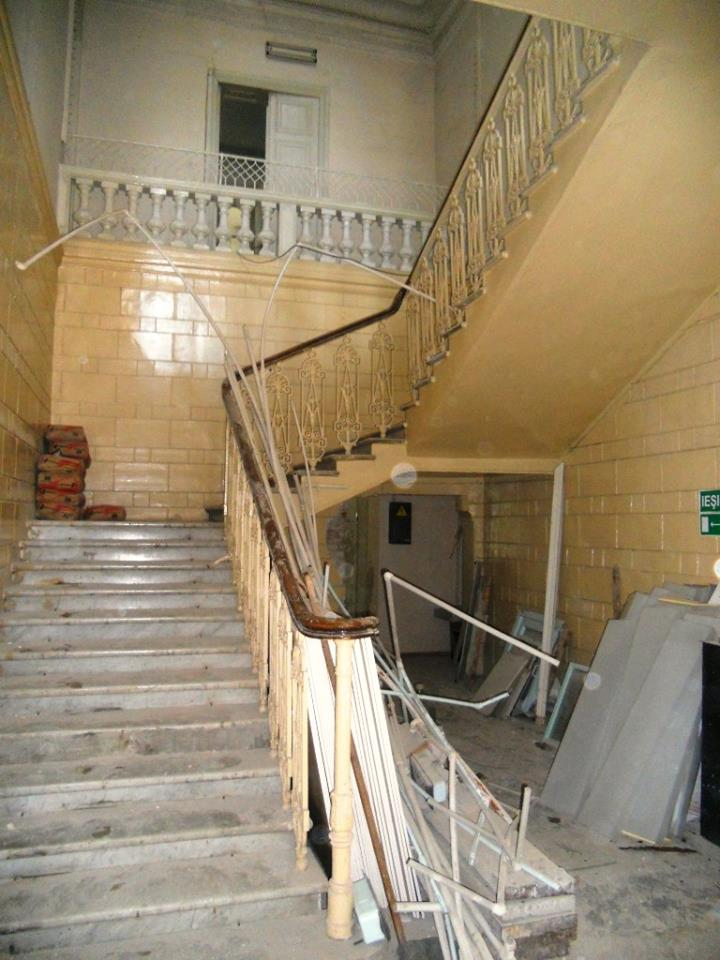
Scările din interior.
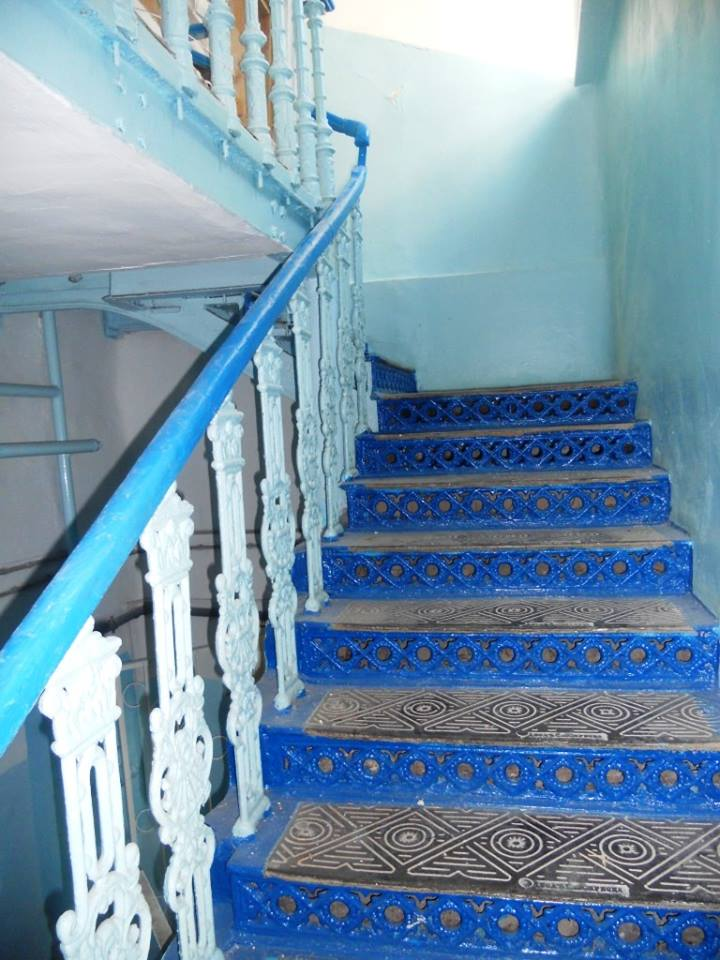
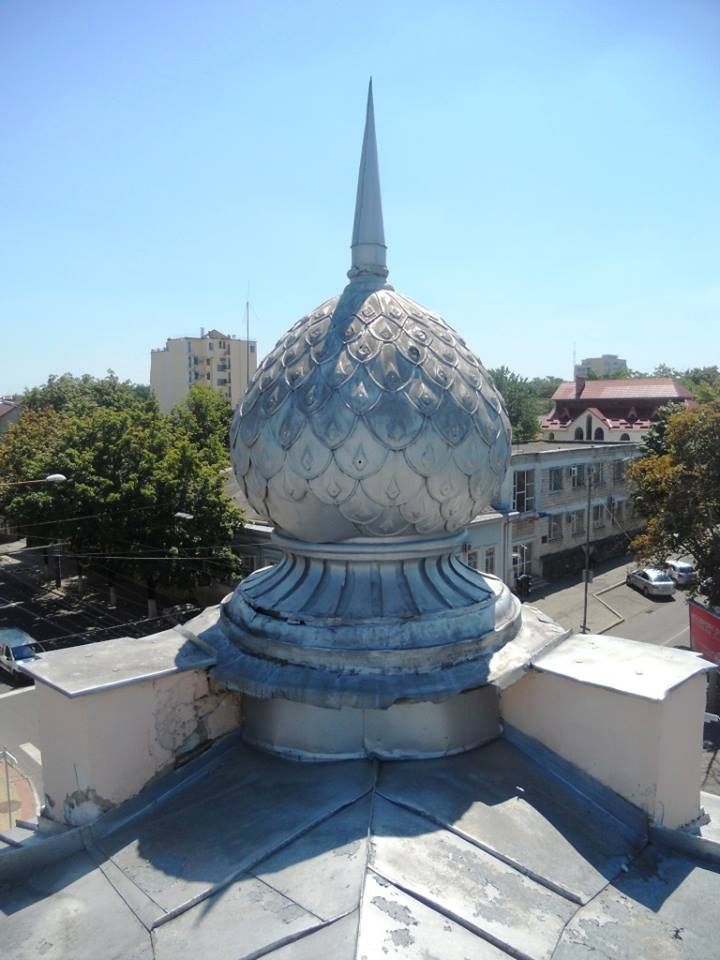
Cupola